# سوزان باکنر
سوزان باکنر (انگلیسی: Susan Buckner؛ زادهٔ ۲۸ ژانویهٔ ۱۹۵۳) بازیگر تلویزیون، و بازیگر سینما اهل ایالات متحده آمریکا است. وی بین سال‌های ۱۹۷۶ تا ۱۹۸۱ میلادی فعالیت می‌کرد.